# Хлопчик, що присів
«Хлопчик, що присів» (італ. Ragazzo accovacciato; Giovane accosciato) — мармурова статуя, що зображує хлопчика, що присів; створена італійським скульптором і художником Мікеланджело Буонарроті протягом 1530 — 1534 років. Можливо, що ця робота призначалася для меморіальної каплиці Медічі. Це єдина робота, приписувана Мікеланджело, яка є в Ермітажі.

## Історія статуї. Авторство

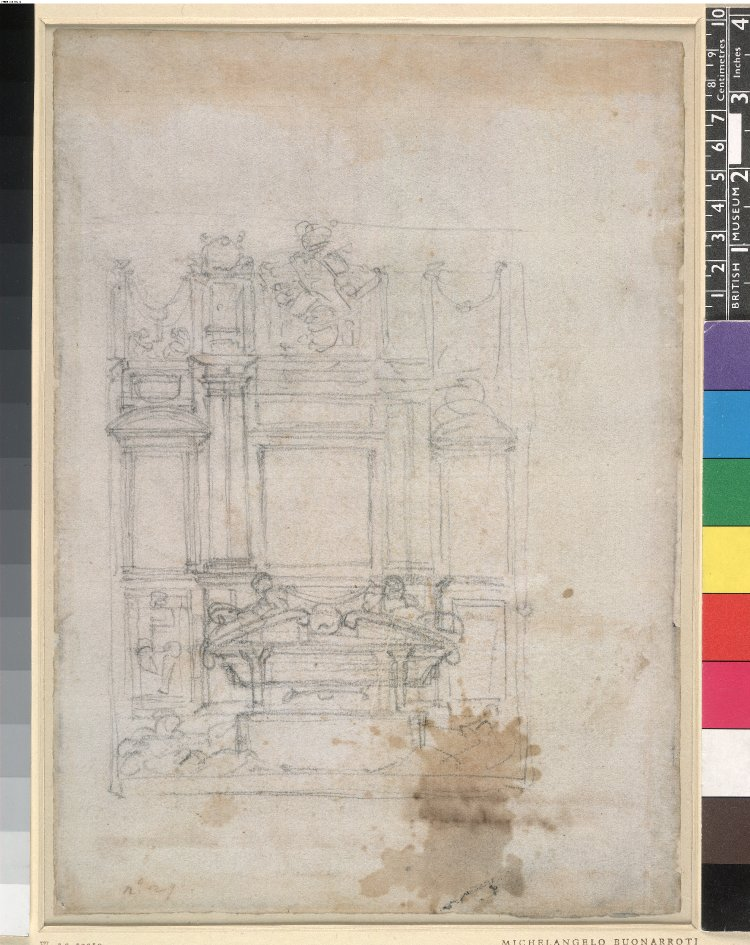
План гробниці Медічі зі статуями хлочиків на верхніх рівнях

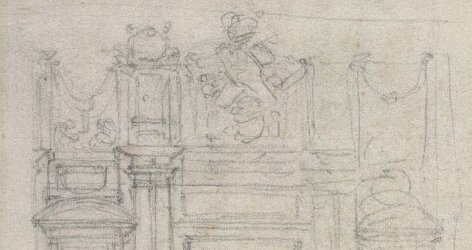
Фрагмент верхньої частини. План гробниці Медічі

Згадки про цю статую відсутні навіть у біографії Мікеланджело від Вазарі, тому є сумніви про авторство та складно навести точніше датування. 1922 року німецька дослідниця Анні І. Попп (нім. Anny E. Popp) знайшла один із ескізів капели Медічі із юнаками у колекції Британського музею (Лондон), що дозволило атрибувати скульптуру саме Мікеланджело. Мікеланджело працював над капелою Медічі протягом 1519 —1534 років, тож статуя могла бути розпочата у цей період. Тоді ж вирішили дарувати 1524 роком, хоча згодом схилилися до пізнішої дати, адже було б дивно для Мікеланджело почати працювати над вторинною роботою до завершення основних; також він уже одночасно розпочав працювати над сімома статуями. Сергій Андросов, мистецтвознавець, завідувач відділу західноєвропейського мистецтва Ермітажу, вважає, що ця робота могла бути виконана Мікеланджело під час переховування у монастирі Сан-Лоренцо в 1530 році; серед супутніх доказів є датування самого мармуру (1530-ті роки) та його якість, бо для статуї використано не дуже якісний мармур, типовий для скульптурних елементів декору. За цим планом вісім фігур юнаків мали бути розміщені над антаблементами герцогських могил каплиці Медічі, але відсутня інформація, чому і коли Мікеланджело змінив задум. Фредерік Гартт зауважив, що:
|  | Зібрана поза й могутня фігура є достатньо переконливими, щоб [вірити, що] це була задумка Мікеланджело, але, як вже обґрунтовано доказано, м'яке, нерішуче використання зубчастого зубила різко відрізняється від власної техніки майстра. Незавершена, як вона залишається зараз, фігурка була, мабуть, доведена до теперішнього стану Ніколо Тріболо Оригінальний текст (англ.) The compressed pose and the powerful masses of the figure are convincing enough as the design of Michelangelo, but it has been rightly shown that the soft, uncertain use of the toothed chisel differs sharply from the master's own technique. Unfinished as it remains today, the little figure was probably brought to its present condition by Niccolò Tribolo. |

Відсутня інформація про перебування статуї до 1760—1770-х років (можливо — 1776 року), коли її придбав Джон Лайд Браун (англ. John Lyde Browne), лондонський банкір, підприємець та колекціонер античностей. У другому каталозі його колекції (1779 рік) згадується, що статуя авторства Мікеланджело і раніше була на віллі Медічі. Можливим доказом того, що статуя була у колекції Медічі, є наявність характерного відколу у статуї біля ніг, що могло означати наявність якогось маркування — такий же відкол є у «Мадонни біля сходів», яка була у колекції Медічі.
1787 року колекцію Брауна купила російська імператриця Катерина II[а]. Авторство Мікеланджело вже не вказувалося у списках, і ціна статуї була низька. Скульптури з колекції спершу розмістили у Царському Селі, включаючи статую хлопчика, а після смерті Катерини II їх розвезли й до інших палаців. Статуя хлопчика залишалася у Гроті імператорського парку до початку XIX століття, звідти її мали перевезти до Михайлівського палацу, але вона потрапила до приватної колекції, а вже звідти її перевезли до Петербурзької академії мистецтв, а з 1851 року вона зберігається у Новому Ермітажі.
Під час Другої світової війни статую імовірно не вивозили, хоча про це відомостей нема. До складу постійної експозиції у поточному вигляді статуя ввійшла вже у післявоєнний період.
Статуя розміщена в Італійському кабінеті (№ 230), вона майже не експонується за межами музею. У 2000 році була на виставці у Флоренції, де і взяли пробу мармуру. Тоді ж робили реставрацію — перемонтували відбитий кут. З 14 грудня 2018 до 10 березня 2019 року статуя була на виставці у Палацо Велабро (Рим, Італія).

## Опис та значення

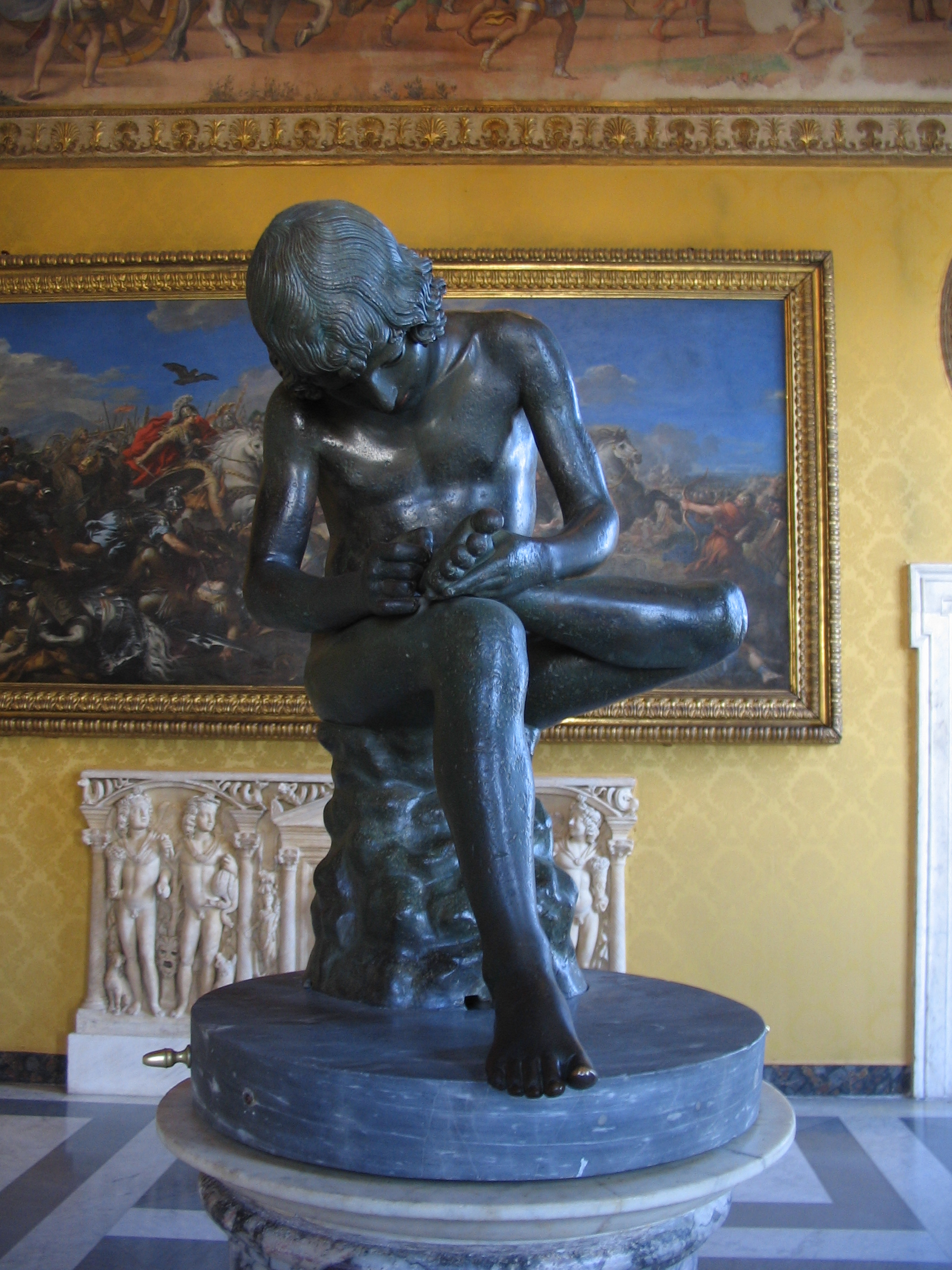
«Хлопчик, який витягує скалку». Палаццо консерваторе, Рим

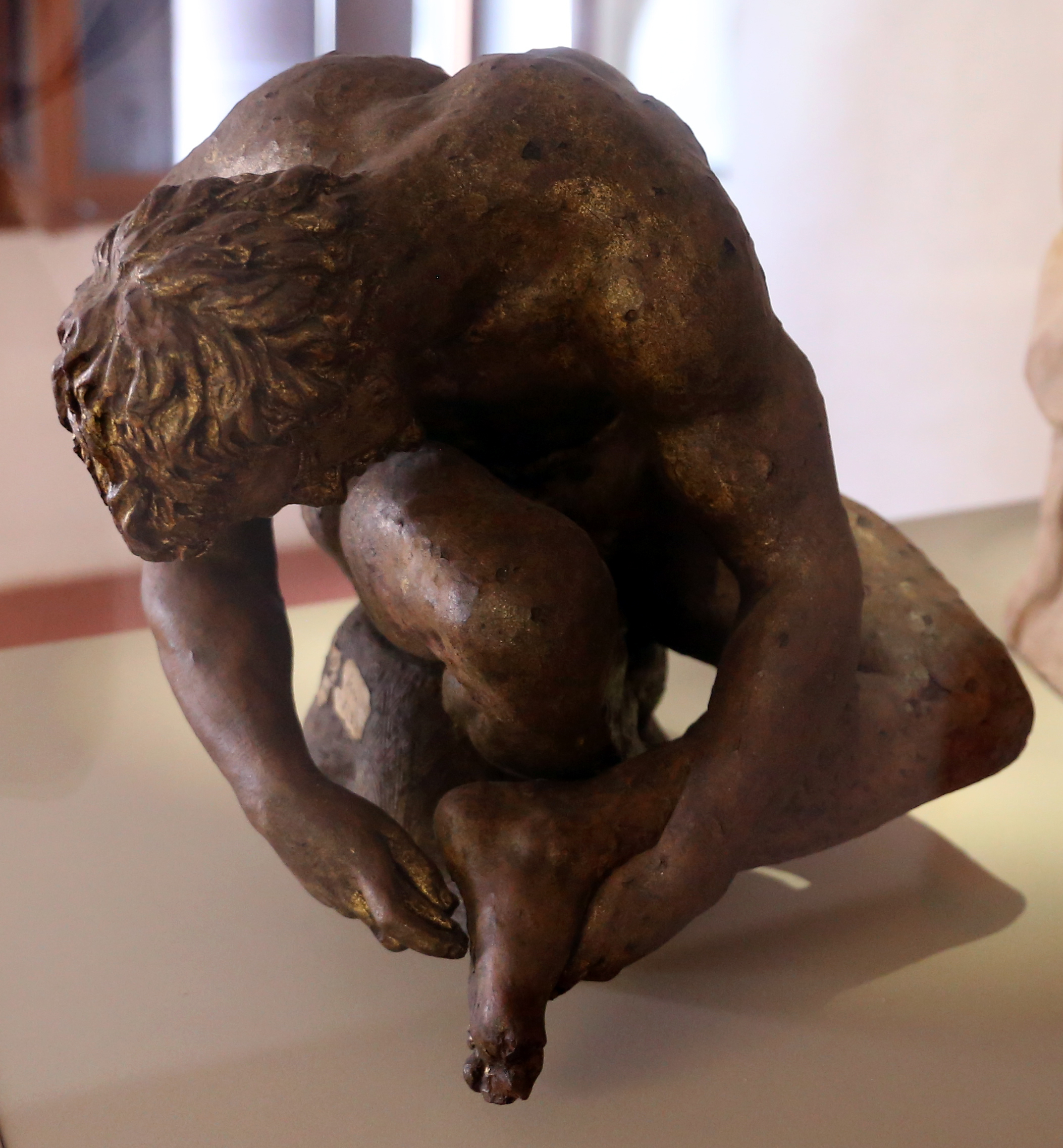
«Хлопчик, який витягує скалку». Палаццо Ґрімані, Венеція

Скульптура зображує хлопчика (фізично — юнака), який присів на камінь, схиливши голову і розглядаючи свою праву стопу. Він тримає руки на стопі, наче йому болить. Залишилися незавершеними руки, стопи, обличчя, волосся. Статуя виглядає втисненою у кубічну форму мармуру. У другому каталозі колекції Джона Лайда Брауна (1779 року) ця статуя описана так:
|  | незавершена статуя хлопчика, який видаляє колючку зі своєї ноги, знаменита робота Мікеланджело. Хлопчик голий і має чудово відображену анатомію. Кажуть, що раніше статуя була на віллі Медічі Оригінальний текст (англ.) an unfinished statue of a boy removing a thorn from his foot, a celebrated work by Michelangelo. The boy is naked and has superbly rendered anatomy. It is said that the statue was formerly in the villa Medici |

Серед можливих джерел натхнення називають скульптуру «Хлопчик, який витягує скалку» з колекції Медічі.
Можлива інтерпретація (якщо статуя створена у 1530-х роках) — Мікеланджело створив скульптуру під впливом трагічних подій цих років, а її «незакінченість» — технічний прийом майстра.
Серед інших можливих тлумачень мистецтвознавцями — «алегорія для ненародженої душі», також «фігура пораненого солдата» чи «дух оплакування», можливо ширше значення «переможена людина, що страждає не стільки фізично як емоційно, відображаючи трагедію занепаду Відродження».
У підніжжі статуї є невеликий отвір, тому можна припустити, що статуя могла монтуватися, наприклад, як невеликий надгробок.
Статуя не приписувалася Мікеланджело (або вважалася незавершеною), тому невідомо багато робіт інших майстрів на її основі, але вважається, що теракотова статуетка XVI століття, яка зараз зберігається у Палаццо Ґрімані (Венеція), могла бути результатом натхнення від обох робіт («гібридом» двох робіт) невідомого автора.

## Галерея

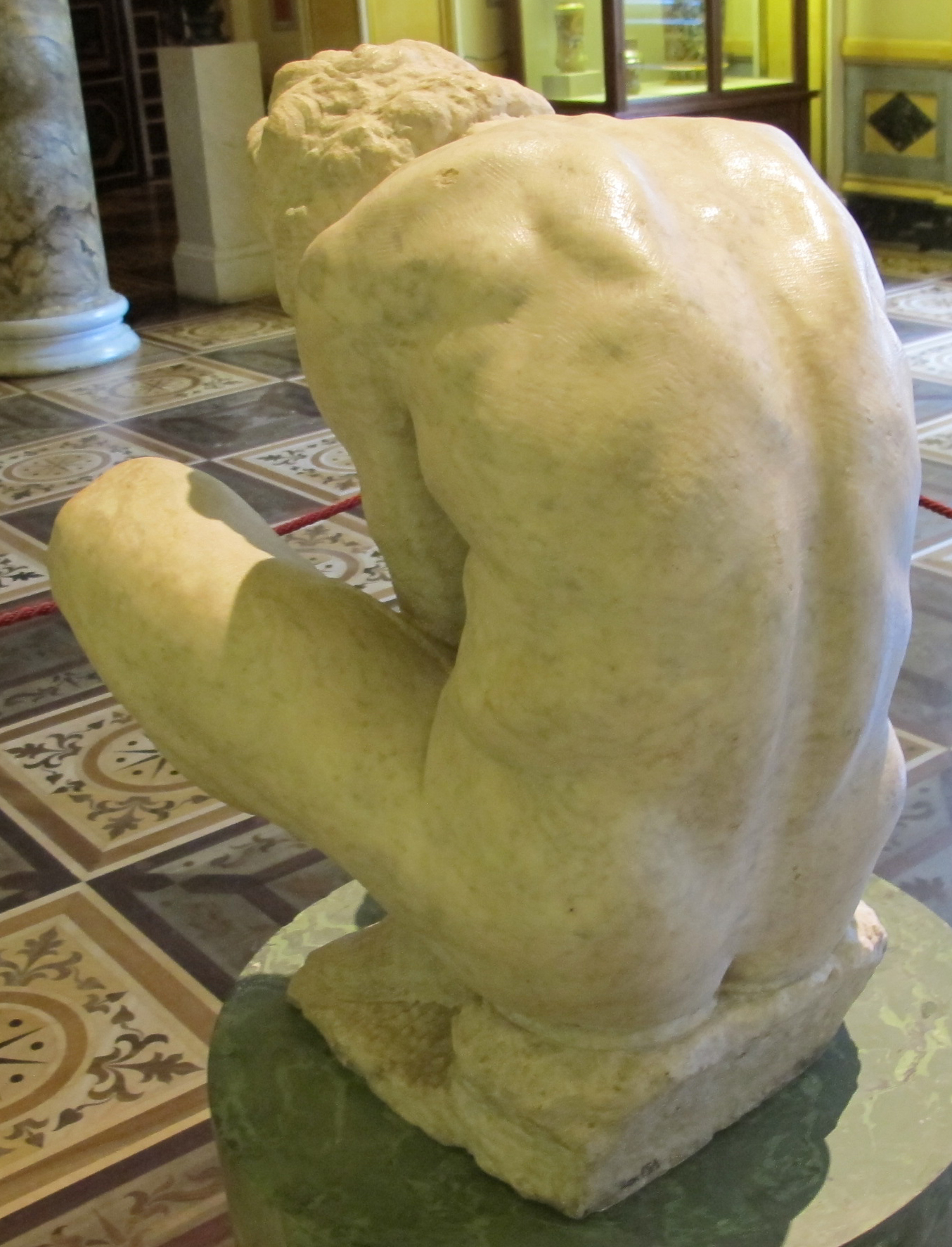
Вигляд ззаду
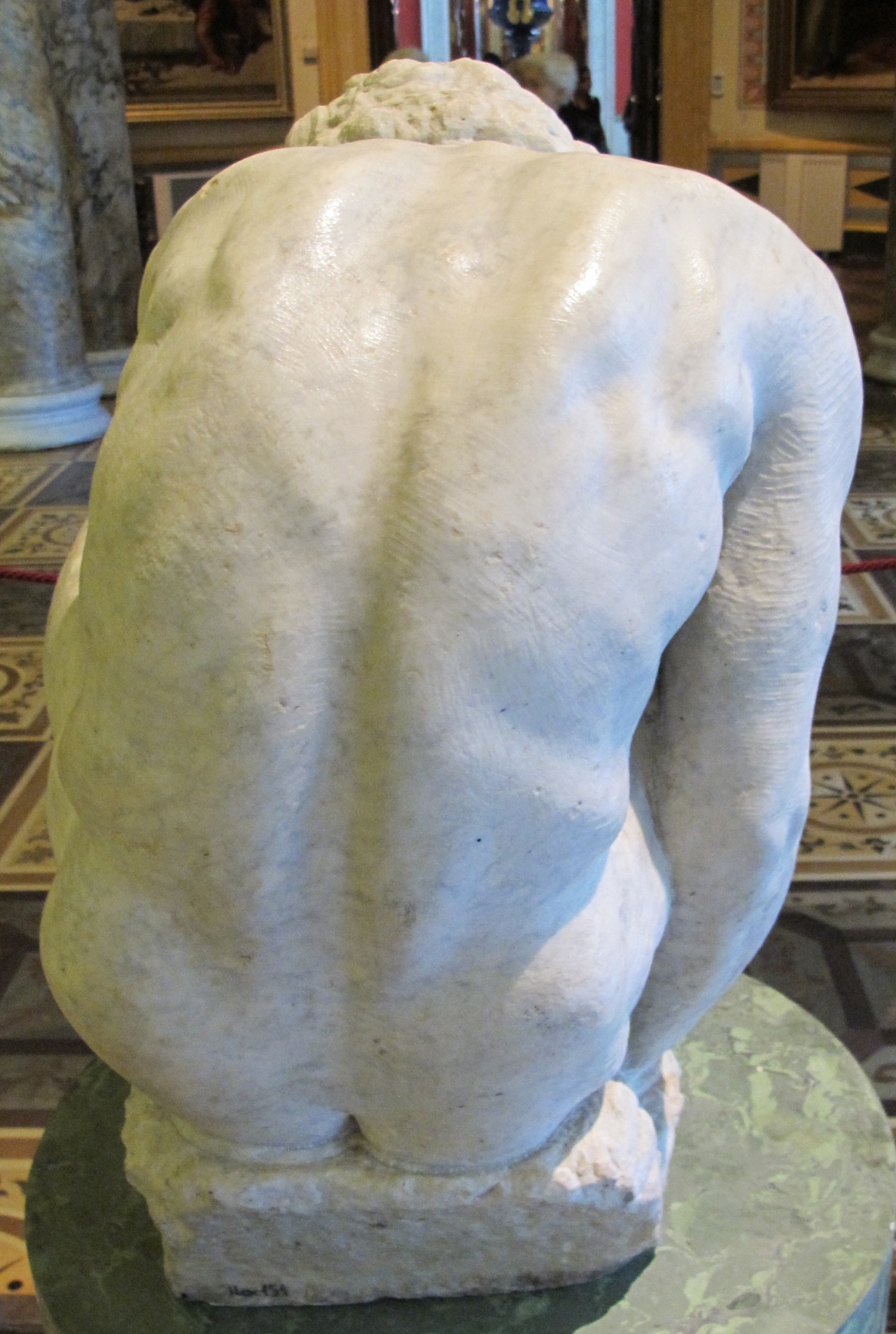
Спина
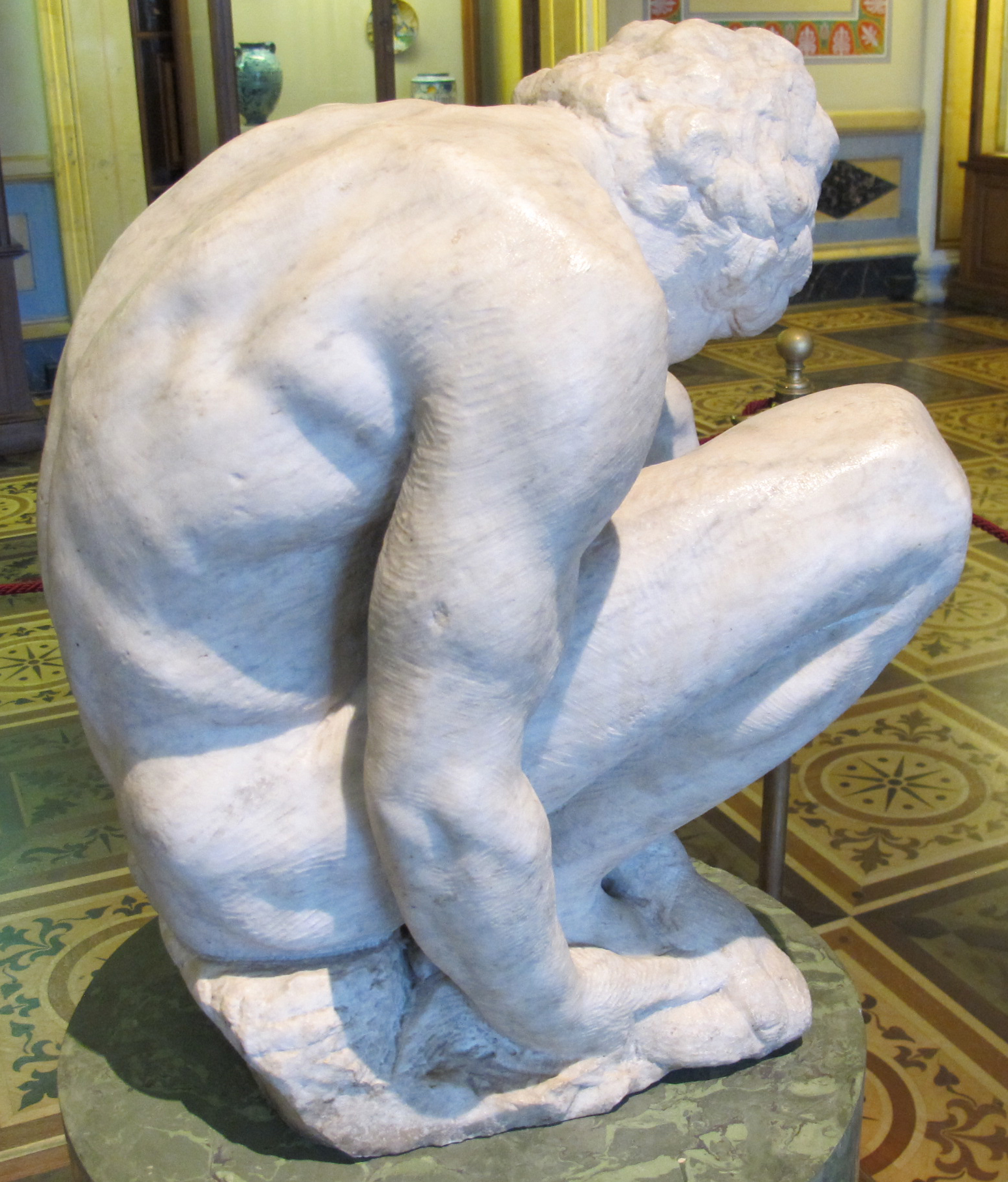
Вигляд збоку
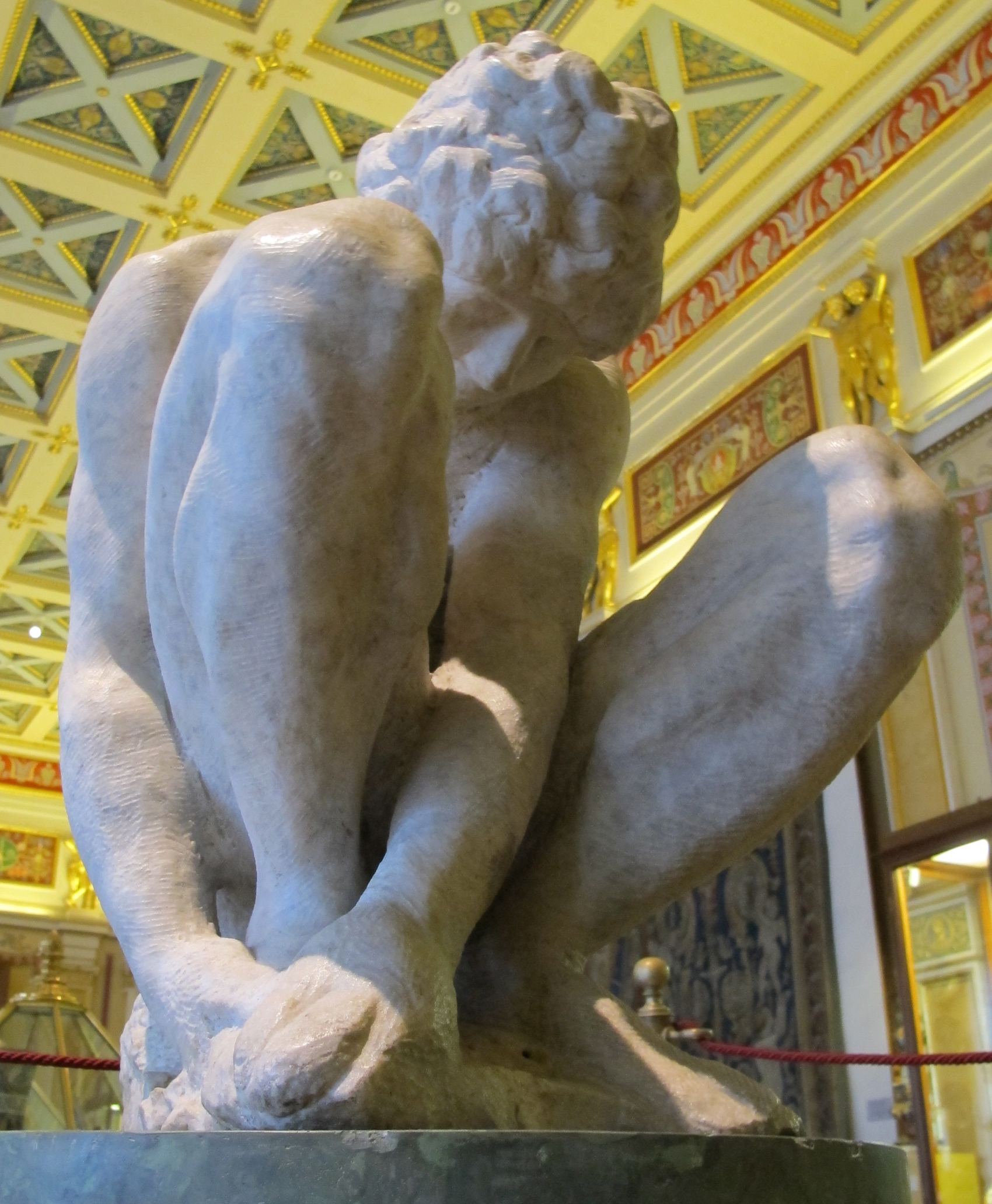
Вигляд спереду
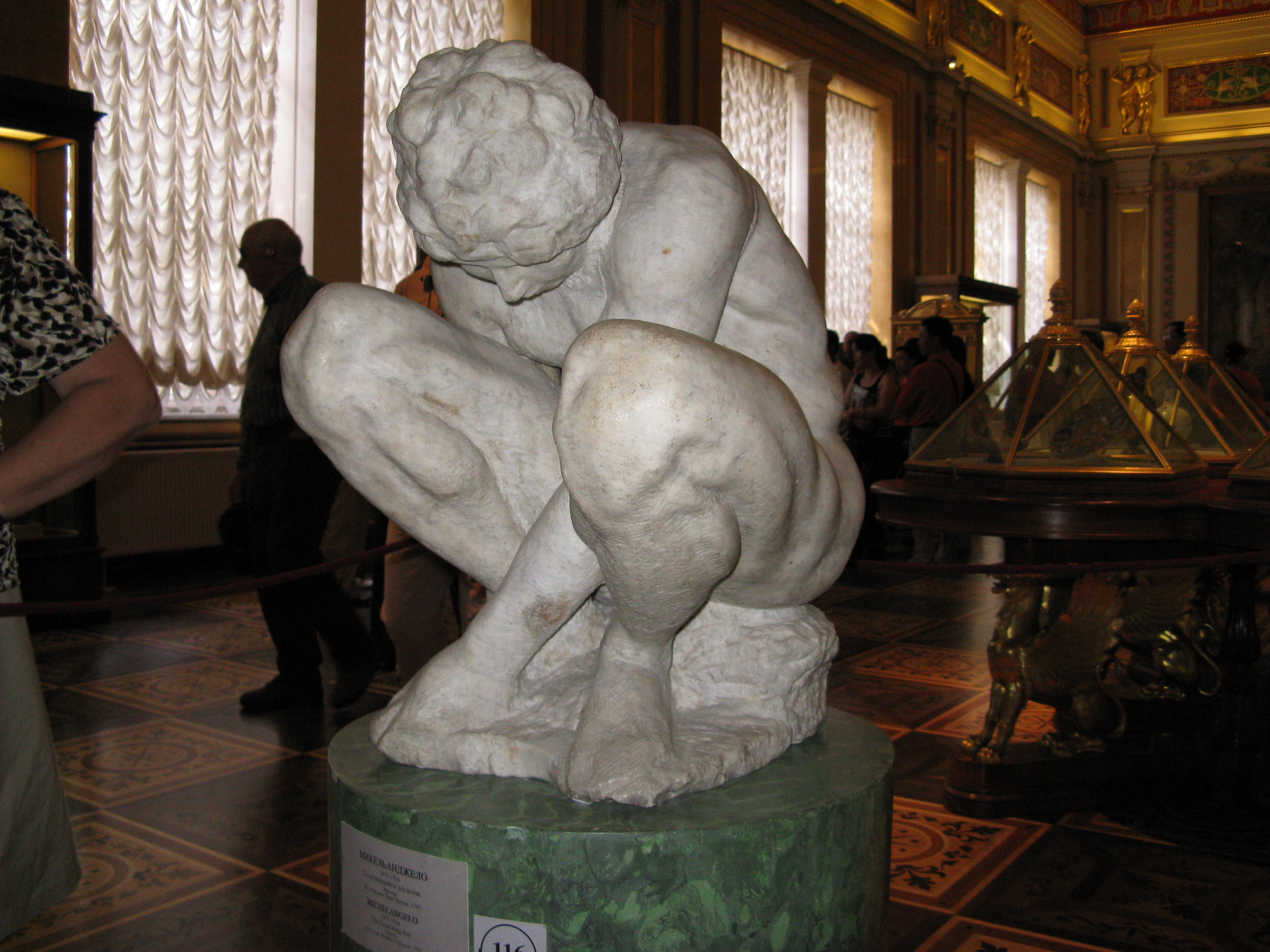
Інший ракурс

## Виноски
1. 1 2 3 4  Michelangelo - Crouching Boy. hermitagemuseum.org (англ.). Архів оригіналу за 26 вересня 2010. Процитовано 24 липня 2022. [Архівовано 2010-05-20 у Wayback Machine.]
2. ↑  Hartt, 1990, с. 170.
3. 1 2 3 4 5 6 7 8 9 10 11 12 13 14 15 16  Hermitage Online. Микеланджело Буонарроти "Скорчившийся мальчик" (video) (рос.) . The State Hermitage Museum. 2021. Процитовано 25.07.2022.
4. ↑  Hartt, 1990, с. 168.
5. 1 2  Hartt, 1969, с. 238.
6. 1 2 3  Александр Зеркалёв. Приключения скорчившегося мальчика: откуда взялась единственная в России скульптура Микеланджело (рос.). bm.digital. Архів оригіналу за 29 квітня 2022. Процитовано 24.07.2022. [Архівовано 2022-04-29 у Wayback Machine.]
7. 1 2 3  O. Neverov. The Lyde Browne Collection and the History of Ancient Sculpture in the Hermitage Museum // American Journal of Archaeology. — 1984. — № 88 (січень). — С. 33—42.
8. ↑  Gagarin, Michael; Fantham, Elaine (2010). The Oxford Encyclopedia of Ancient Greece and Rome. ISBN 978-0-19-517072-6.
9. 1 2 3 4  Скорчившийся мальчик. Микеланджело Буонарроти (video) (рос.). Процитовано 24.07.2022. [Архівовано 2020-07-06 у Wayback Machine.]
10. ↑  Rome: Michelangelo's Adolescent at palazzo rhinoceros (англ.) . 10.01.2019. Процитовано 24.07.2022.

## Для подальшого читання
- Андросов Сергей Олегович. «Скорчившийся мальчик» Микеланджело. Шедевры Эрмитажа / Гос. Эрмитаж. — Изд-во Гос. Эрмитажа, 2010. — 18 с. — ISBN 9785935723965. (рос.)